# Vanda
Vanda je žensko osebno ime.

## Izvor imena
Ime Vanda eni razlagajo, da je ime poljskega izvora. Poljsko ime Wanda pa do sedaj še ni zadovoljivo pojasneno. Drugi razlagajo, da ime izhaja iz latinskega imena Veneranda s prvotnim pomenom »vredna časti, častitljiva«.

## Različice imena
Vandelina, Vandica

## Tujejezikovne različice imena
- pri Poljakih: Wanda
- pri Srbih: Ванда

## Pogostost imena
Po podatkih Statističnega urada Republike Slovenije je bilo na dan 31. decembra 2007 v Sloveniji število ženskih oseb z imenom Vanda: 614.

## Osebni praznik
V koledarju je ime Vanda zapisano 14. novembra (Veneranda, rimska mučenka, † 14.nov. okoli leta 150).